# Brainlab
Die Brainlab SE entwickelt, produziert und vermarktet softwaregestützte Medizintechnologie. Die Produkte konzentrieren sich auf die Bereiche Chirurgie und Radiochirurgie, in diesem Marktsegment gehört das Unternehmen zu den weltweiten Technologieführern. Zu den Kernprodukten des Unternehmens gehört Technologie für chirurgische Eingriffe und für Strahlentherapien bei Tumoren, auch werden Produkte in den Bereichen Neurochirurgie, HNO, MKG, Wirbelsäule und Trauma eingesetzt. Brainlab wird in deutschen Medien häufiger zu Themen wie der Digitalisierung von Gesundheitsdaten und künstlicher Intelligenz im Gesundheitswesen erwähnt.

## Geschichte
1989 wurde Brainlab von Stefan Vilsmeier in München gegründet. Als Startkapital hatte er 150.000 DM aus Verkäufen eines Buches über die Konstruktion von 3D-Objekten, das er als Jugendlicher geschrieben hatte. Das erste entwickelte System, eine neurochirurgische Planungssoftware, wurde 1990 an der Universität Wien eingesetzt und von Vilsmeier im Jahr 1992 beim amerikanischen Congress of Neurological Surgeons in Washington, D.C. vorgestellt, was Vilsmeier im Nachhinein als Durchbruch des Produktes beschrieb.
1993 konnten erste Verkäufe nach Südafrika, Nordamerika und Taiwan getätigt werden. Im selben Jahr entwickelte Brainlab ein auf Linearbeschleunigern basierendes System für die stereotaktische Radiochirurgie unter Verwendung von Kollimatoren. In der folgenden Zeit wuchs das Unternehmen stetig und es wurden in mehreren Ländern Büros eröffnet. 1996 begann Brainlab eine langjährige Partnerschaft mit der kalifornischen Firma Varian, Inc. im Bereich Radiochirurgie.
Brainlab expandierte 1997 in den Bereich der bildgesteuerten Chirurgie und entwickelte als erstes Unternehmen die passive Markertechnologie. Im selben Jahr führte Brainlab sein erstes Radiochirurgiesystem namens Novalis ein.
2007 brachte Brainlab das Strahlentherapiesystem Novalis Tx Radiosurgery auf den Markt, das gemeinsam mit Varian entwickelt wurde. Im selben Jahr erfolgte die Markteinführung eines intraoperativen CT-Geräts in Zusammenarbeit mit Siemens Medical Solutions, das mit einem auf Schienen montierten Scanner arbeitet. Der Umsatz im niedrigen dreistelligen Millionenbereich erhöhte sich in den 2000er-Jahren Jahren kontinuierlich, und 2010 und 2011 konnte Brainlab erstmals Dividenden an die Eigner auszahlen.
Im Jahr 2008 wurde die Digital Lightbox auf den Markt gebracht, mit der Ärzte digitale Patientenbilder im Operationssaal nutzen und bearbeiten können. Der Nachfolger der Digital Lightbox namens Buzz Digital O.R. wurde 2012 vorgestellt.
Im März 2019 verkaufte Brainlab ihre Sparte Orthopädische Gelenkrekonstruktion an Smith & Nephew, die ihre Betätigung in diesem Bereich intensivieren wollten.
Nach 35 Jahren als CEO von Brainlab wechselte Vilsmeier 2025 in die Funktion des Vorsitzenden des Verwaltungsrats von Brainlab und wurde CEO der Snke Holding SE.  

## Unternehmensstruktur

Hauptsitz neben dem alten Flughafentower in München

Im Juni 2025 fand die Umwandlung der Brainlab AG in eine Europäische Aktiengesellschaft (Societas Europaea, SE) statt. Brainlab ist mit Systemen in ~120 Ländern vertreten (Stand 2025) und gilt damit als ein weltweiter Marktführer für bildgestützte Technologien im Medizinbereich.
Der mehrfach angedeutete Börsengang wurde bisher nicht umgesetzt.

### Hauptsitze
Über die Jahre wechselte Brainlab vor allem aufgrund der steigenden Mitarbeiterzahlen mehrmals seinen Hauptsitz. Das Unternehmen gründete Vilsmeier 1989 in der Garage seiner Eltern. 1991 wurden erste offizielle Räumlichkeiten im Münchner Vorort Poing bezogen, ab 1995 lag der Hauptsitz in Heimstetten. Im Jahr 2006 bezog Brainlab seinen neu errichteten Hauptsitz in Feldkirchen bei München. Die Eröffnung führte der damalige Ministerpräsident von Bayern, Edmund Stoiber, durch. Ende 2016 wurde der neue Hauptsitz in München-Riem, zu dem auch der denkmalgeschützte Flughafentower gehört, bezogen. das Gebäude wurde von Kadawittfeldarchitektur geplant. Am 11. Juli 2017 waren Bundeskanzlerin Angela Merkel und die bayerische Wirtschaftsministerin Ilse Aigner zur offiziellen Einweihung der Firmenzentrale am ehemaligen Flughafen als Gäste geladen. In München-Riem arbeitet die Hälfte der weltweit rund 2400 Mitarbeiter.

### Tochtergesellschaften
Im Laufe der Jahre gründete Brainlab Tochtergesellschaften oder übernahm Firmen, darunter:
- Voyant Health: Brainlab arbeitete seit 2009 mit dem israelischen Unternehmen und übernahm es im Jahr 2011.[31]
- Medineering, ein Entwickler für anwendungsspezifische Robotertechnologien und chirurgische Geräte, wurde im März 2019 übernommen. Brainlab war zuvor fast drei Jahre lang Investor und Vertriebspartner von Medineering gewesen.[32][33]
- VisionTree Software Inc., ein in San Diego ansässiges Unternehmen, das cloudbasierte, patientenzentrierte Datenerfassungs- und Gesundheitsmanagementtechnologien entwickelt, wurde im Januar 2020 übernommen.[34]
- Level Ex, Inc., ein Hersteller von medizinischen Videospielen aus Chicago, wurde im Juni 2020 übernommen.[35]
- Snke OS wurde im Juni 2020 als Tochtergesellschaft gegründet. Es handelt sich um ein Unternehmen mit rund 150 Mitarbeitern, das die erste digitale Gesundheitstechnologieplattform im Bereich Chirurgie betreibt.[36][37]
- Mint Medical GmbH, ein Unternehmen, das in Heidelberg ansässig ist und eine Software zur Auswertung von radiologischen und klinischen (Bild-)Daten für den klinischen Einsatz und die Forschung entwickelt, wurde 2021 übernommen.[38]
- MedPhoton GmbH wurde 2022 übernommen; dabei handelt es sich um einen Entwickler und Hersteller von Robotern und medizinischen Geräten aus Salzburg, der beispielsweise bildgebende Systeme in der Chirurgie und in der Strahlentherapie herstellt. Die Übernahme erfolgte nach einer Partnerschaft im Jahr 2020 auf dem Gebiet der intraoperativen Bildgebung, die zur Einführung des mobilen Bildgebungsroboters Loop-X führte.[39][40][41]
- Dr. Langer Medical GmbH, ein Familienunternehmen mit Sitz in Waldkirch, wurde 2022 übernommen. Es ist in der Entwicklung von Neuromonitoring-Technologie und entsprechender Ausrüstung für chirurgische Eingriffe tätig.[42][43]

Im Juni 2025 gab Brainlab die Abspaltung der Snke Gruppe bekannt, zu der Snke OS und Snke Xplore gehören, die früher als Level Ex, Mint Medical und VisionTree bekannt waren.

## Produkte
Brainlab entwickelt und vertreibt softwarebasierte Produkte für die Onkologie, die Chirurgie sowie die medizinische Bildgebung und cloudbasierte Bildübertragung. Haupteinnahmequelle ist ein softwarebasiertes Navigationssystem für die Gehirnchirurgie. Weltweit hat Brainlab 7000 Systeme in 4000 Krankenhäusern installiert.

### Chirurgie
Brainlab entwickelt Medizintechnologie für die Chirurgie, etwa für die Planung und Navigation von chirurgischen Eingriffen durch Bildverbesserungs- und Visualisierungstools. Die verschiedenen Technologien sind skalierbar und können für Bildgebung, Navigation, Datenanreicherung und Datenaustausch verwendet werden; eingesetzt werden sie etwa bei bildgeführter Chirurgie (z. B. für kraniale oder spinale Navigation sowie Ultraschall).
Zu den Softwaretechnologien im Bereich Chirurgie gehören Buzz Digital O.R. und Buzz Virtual als Integrationsplattformen für Patientendaten in den digitalen Operationssälen. Zu den Navigationstechnologien zählen Curve Navigation, ein System für die chirurgische Navigation, und das System Kick, das während einer Operation in Echtzeit auf einem Monitor die chirurgischen Instrumente nachverfolgen kann.
Zudem vertreibt Brainlab den Loop-X-Bildgebungsroboter und Cirq, eine Plattform für robotergestützte Aufgaben. Die Robotic Suite von Brainlab ermöglicht die Kombination des Bildgebungsroboters Loop-X mit den Produkten Curve und Cirq. Brainlab hat außerdem den Mixed Reality Viewer entwickelt, der hyperrealistische 3D-Patientenbilder erzeugt, mit denen etwa Patienten ihre bevorstehende Operation nachvollziehen können.

### Radiochirurgie
In den Bereichen Strahlentherapie und Radiochirurgie entwickelt Brainlab Software zur Unterstützung von Entscheidungen, Dosisplanungen sowie zur Automatisierung von Behandlungsplänen. Eine Reihe von unterschiedlichen Technologien in diesem Bereich werden unter dem Produktnamen Elements angeboten. Die Elements-Software kann an die klinischen Anforderungen angepasst werden, verwendet Standardschnittstellen und ist mit verschiedenen Arbeitsabläufen, Behandlungssystemen und Positionierungstechnologien kompatibel. Dazu gehört die Erstellung von radiochirurgischen Plänen (Elements Cranial SRS), die Behandlung von mehreren Metastasen in einer Sitzung auf nicht-invasive Weise (Elements Multiple Brain Mets SRS),  die Visualisierung der Unterscheidung zwischen Gehirnregionen mit hoher und niedriger Gefäßaktivität (Elements Contrast Clearance Analysis) und eine effiziente klinische Planung (Elements Spine SRS).
Das System ExacTrac Dynamic hilft bei der präzisen Positionierung des Patienten und der Echtzeitüberwachung während der Behandlung und unterstützt den Arzt bei der präzisen bildgesteuerten Strahlentherapie (IGRT) von Schädel- und Wirbelsäulenpatienten. Das System hilft dadurch bei der Behandlung von Erkrankungen wie Brust- und Prostatakrebs.

## Partnerschaften
Im November 2022 startete Brainlab eine Kooperation mit den Venture Labs der Technischen Universität München. Im Jahr 2023 wurde eine Zusammenarbeit zwischen Brainlab und der schweizerischen Arbeitsgemeinschaft für Osteosynthesefragen in der medizinischen Aus- und Weiterbildung ins Leben gerufen. Ebenfalls arbeitet das Unternehmen mit Boston Scientific zusammen, vor allem auf dem Gebiet der Tiefen Hirnstimulation.

## Sponsoring und Engagement
Brainlab hat ein eigenes Kulturprogramm ins Leben gerufen, das unter anderem mit der Bayerischen Staatsoper, den Münchner Philharmonikern und der ugandischen Konzertreihe Lab Uganda zusammenarbeitet. Zu den geförderten Projekten gehören Veranstaltungen wie „Das Virus der Humanität“, ein Konzert und Gespräch mit Georg Friedrich Haas, und die Kunstausstellung „I Can’t Breathe“ im Jahr 2023.
Weiterhin führt Brainlab mit dem sogenannten Brainlab Social Program weltweit verschiedene soziale Projekte durch. So veranstaltete Brainlab im Jahr 2023 einen Kurs in Neurochirurgie in Tansania und spendete dem dortigen Muhimbili Orthopaedic Institute ein chirurgisches Navigationssystem.
Brainlab finanzierte gemeinsam mit der Stadt München ein Denkmal am früheren Flughafen München-Riem, wo Brainlab seinen Hauptsitz hat. Es soll an den Anschlag von Terroristen auf ein Flugzeug mit deutschen und israelischen Passagieren am 10. Februar 1970 erinnern, bei dem Arie Katzenstein, ein deutsch-israelischer Passagier, getötet wurde, als er sich auf eine Handgranate warf, um andere Passagiere zu schützen. Insgesamt wurden 11 Menschen teils schwer verletzt. Das acht Meter hohe Denkmal wurde von der Künstlerin Alicja Kwade geschaffen.

## Auszeichnungen
Gründer Vilsmeier erhielt im Zusammenhang mit Brainlab mehrere Auszeichnungen, darunter 2001 den Titel des Entrepreneur des Jahres der Ernst-&-Young-Gruppe in der Kategorie Informationstechnologie sowie 2002 in der darauffolgenden weltweiten Endausscheidung die Auszeichnung als World Entrepreneur of the Year. Ebenfalls wurde ihm mit 32 Jahren der Bayerische Verdienstorden verliehen.
2022 wurden Stefan Vilsmeier und Claus Promberger von Brainlab sowie die Ärztin Cordula Petersen gemeinsam für den Deutschen Zukunftspreis nominiert mit einem Projekt, bei dem Tumore in Bewegung durch präzises Tumortracking behandelt werden.